# 도미니크조르주프레데리크 뒤포르 드 프라트

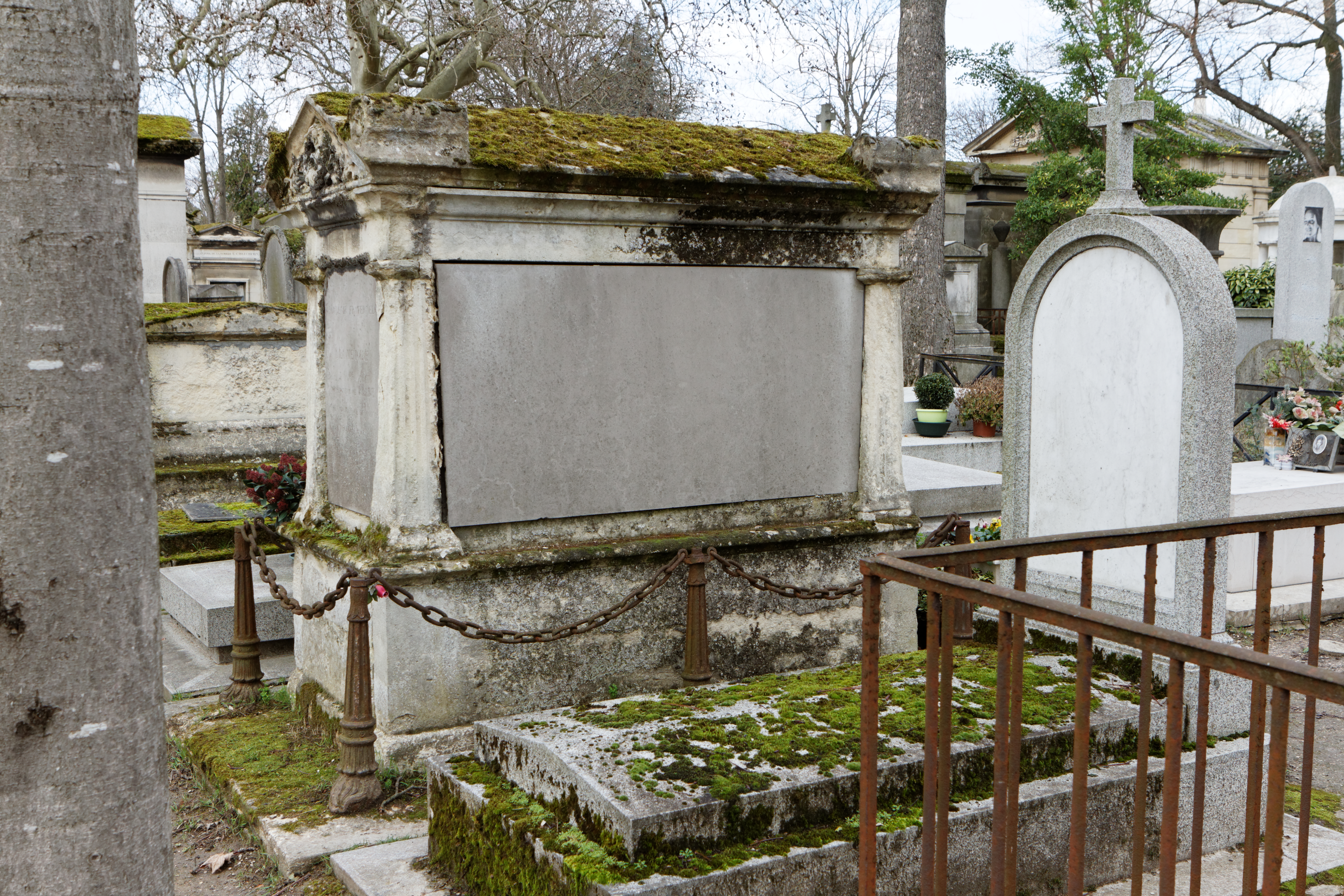
페르 라셰즈 묘지 제43구역에 있는 도미니크조르주프레데리크 뒤포르 드 프라트의 무덤

도미니크조르주프레데리크 뒤포르 드 프라트(프랑스어: Dominique-Georges-Frédéric Dufour de Pradt, 1759년 4월 23일 ~ 1837년 4월 22일)는 프랑스의 외교관이자 프랑스의 로마 가톨릭교회의 대주교로, 나폴레옹 시대에 활약하며 주로 외교와 교회 업무를 수행한 인물이다.

## 생애

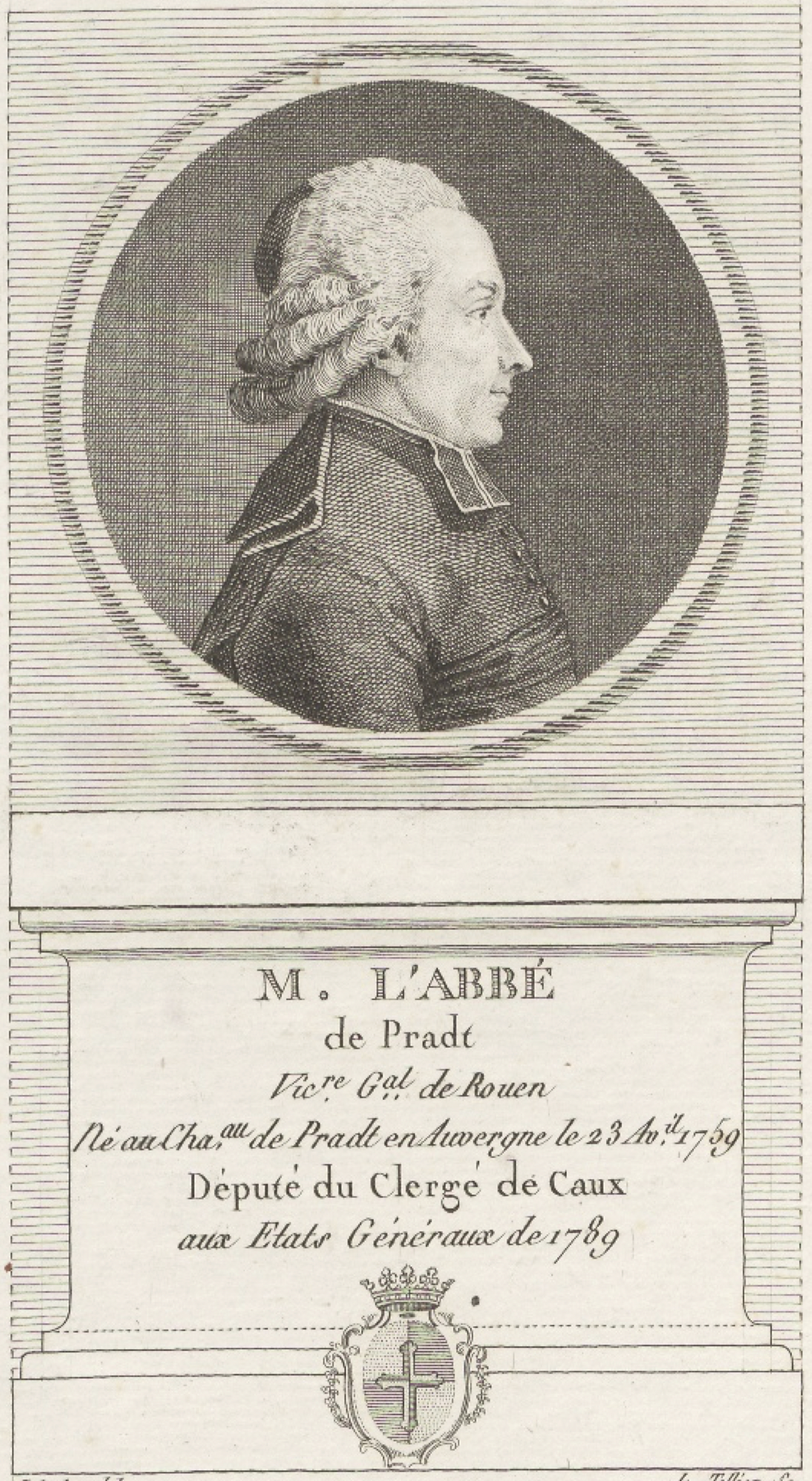
1789년과 1791년 사이에 그려진 도미니크조르주프레데리크 뒤포르 드 프라트의 초상화

도미니크조르주프레데리크 뒤포르 드 프라트는 프랑스 오베르뉴 출신으로 1759년 4월 23일에 출생하여 1783년 사제 서품을 받고 루앙 대주교 밑에서 대령을 맡았으며 1789년 성직자 대표로 에스테제네널에 참여해 혁명에 반대하자 1791년에 망명했다. 여러 저술로 공화정 비판을 전개하다가 1802년 귀국하여 뒤로크의 추천으로 1804년 나폴레옹 보나파르트 영빈 신부 겸 비서가 됐고, 1805년 푸아티에 주교에 이어 1808년 말린 대주교로 승진하며 제국 귀족과 레지옹 도뇌르 그랑슈발리에 훈장을 받았으며 1812년 바르샤바 주재 대사로 파견되어 1813년 콘코르다투스 준비에 관여했으나 러시아 원정 실패 등의 이유로 1813년 대사직에서 해임된 뒤에는 1814년 부르봉 왕정복고를 지지해 레지옹 도뇌르 총장에 임명됐고, 이내 사직했으며, 1815년 9월 대주교직을 사임하고 이후 복고와 자유주의 사이를 유연하게 오가며 정치인, 저술가로 활동하며 프랑스 혁명과 나폴레옹 보나파르트와 유럽 강대국 분석에서 특히 러시아 제국을 전제적이고 아시아적인 팽창세력으로 강도 높게 비판한 여러 저서를 출판한 뒤 1837년 4월 22일에 파리에서 사망했다.

## 같이 보기
- 러시아 원정
- 프랑스 혁명
- 교황 비오 7세
- 레지옹 도뇌르 훈장
- 나폴레옹 보나파르트